# Reprezentacja Norwegii na Mistrzostwach Świata w Wioślarstwie 2009
Reprezentacja Norwegii na Mistrzostwach Świata w Wioślarstwie 2009 liczyła 4 sportowców. Najlepszym wynikiem było 6. miejsce w jedynce mężczyzn.

## Medale

### Złote medale
Brak

### Srebrne medale
Brak

### Brązowe medale
Brak

## Wyniki

### Konkurencje mężczyzn
- jedynka (M1x): Olaf Tufte – 6. miejsce
- dwójka podwójna (M2x): Truls Albert, Nils Jakob Hoff – 11. miejsce

### Konkurencje kobiet
- jedynka (W1x): Tale Gjørtz – 14. miejsce